# Hummelkobben
Hummelkobben är en ö i Finland. Den ligger i Finska viken och i kommunen Kyrkslätt i den ekonomiska regionen  Helsingfors i landskapet Nyland, i den södra delen av landet. Ön ligger omkring 37 kilometer sydväst om Helsingfors.
Öns area är 0,6 hektar och dess största längd är 110 meter i sydväst-nordöstlig riktning. Närmaste större samhälle är Kyrkslätt, 18,6 km norr om Hummelkobben.